# Colaspis arizonensis
Colaspis arizonensis är en skalbaggsart som beskrevs av Schaeffer 1933. Colaspis arizonensis ingår i släktet Colaspis och familjen bladbaggar. Inga underarter finns listade i Catalogue of Life.